# Клерво (Люксембург)
Клерво (люксемб. Klierf, нім. Clerf, фр. Clervaux) — місто на півночі держави Люксембург, адміністративний центр кантону Клерво. До складу однойменної комуни також входять міста Еселборн, Реулер та Вейхерданге.
В Клерво проживав до своєї смерті 1 листопада 1964 лідер ОУН Андрій Мельник зі своєю дружиною Софією Федак-Мельник.